# Maltypus kaszabi
Maltypus kaszabi là một loài bọ cánh cứng trong họ Cantharidae. Loài này được Wittmer in Brancucci & Wittmer miêu tả khoa học năm 1984.